# 호모 세프렌시스
호모 세프렌시스는 1994년 이탈리아에서 발견된 화석인류로 두개골 하나로만 인해 발견되었다. 50만에서 35만년 전에 살았던 것으로 보이며 호모 에렉투스와 호모 헤이델베르겐시스 등의 중간 타입 같은 생김새를 지녔다. 아직까지는 정식적으로 인정받지 못한 것 같다.

## 같이 보기
- 구인류